# ラーダー
ラーダー
- インド神話に登場する女性。
  - 英雄クリシュナの恋人。以下に説明。

## 伝説
ラーダー (Rādhā) は、インド神話に登場する美しい牧女（ゴーピー）。ヴリンダーヴァナの牛飼いアーヤナゴーシャの妻。ラクシュミー女神の化身であるともいわれる。ヒンドゥー教の数ある神々の中で最も親しまれている英雄であるクリシュナの恋人。伝説によれば、幼いクリシュナは悪王カンサの追及から逃れるために牛飼いのカンダに預けられて育ち、青年になると非常にハンサムな男子になったので多くの牛飼いの娘たちに愛されたが、クリシュナが最も愛した牧女がラーダーであった。
古いクリシュナ伝説である「バーガヴァタ・プラーナ」では、クリシュナと牧女達の話はあるがラーダーの名は出てこない。9世紀頃からクリシュナの恋人として知られるようになり、12世紀頃の詩人ジャヤデーヴァが『ギータ・ゴーヴィンダ』において、ラーダーとクリシュナの恋を官能的に描いたことで有名になった。現在のインドでもクリシュナとラーダーの愛を描いた細密画は非常に多い

## クリシュナとラーダーの愛に対する信仰
ラーダーは年長の既婚の女性であり、クリシュナとの愛は世俗的には不義となる。しかし笛の名手であるクリシュナが夜に吹く笛の音にひかれて外出するラーダーの行動は、神への純粋な親愛の表れであって伝統的な社会的義務を超えるもので、「人間の最高の精神性である個我の神に対する希求の感情」とされる。
クリシュナチャイタニヤ(1488-1533)は、ラーダーとクリシュナの愛情を中心課題とする「ガウリーヤ・ヴァイシュナヴァ派」を樹立した。この派の教義では、両者の愛情は極めて官能的であるが超越的で現世的でない愛情とされ、「ラーダーとクリシュナの神々しい愛の遊戯(リーラー)を精神的な、すなわち完成された体で至福感を伴って常に経験すること」が解脱であるとしている。

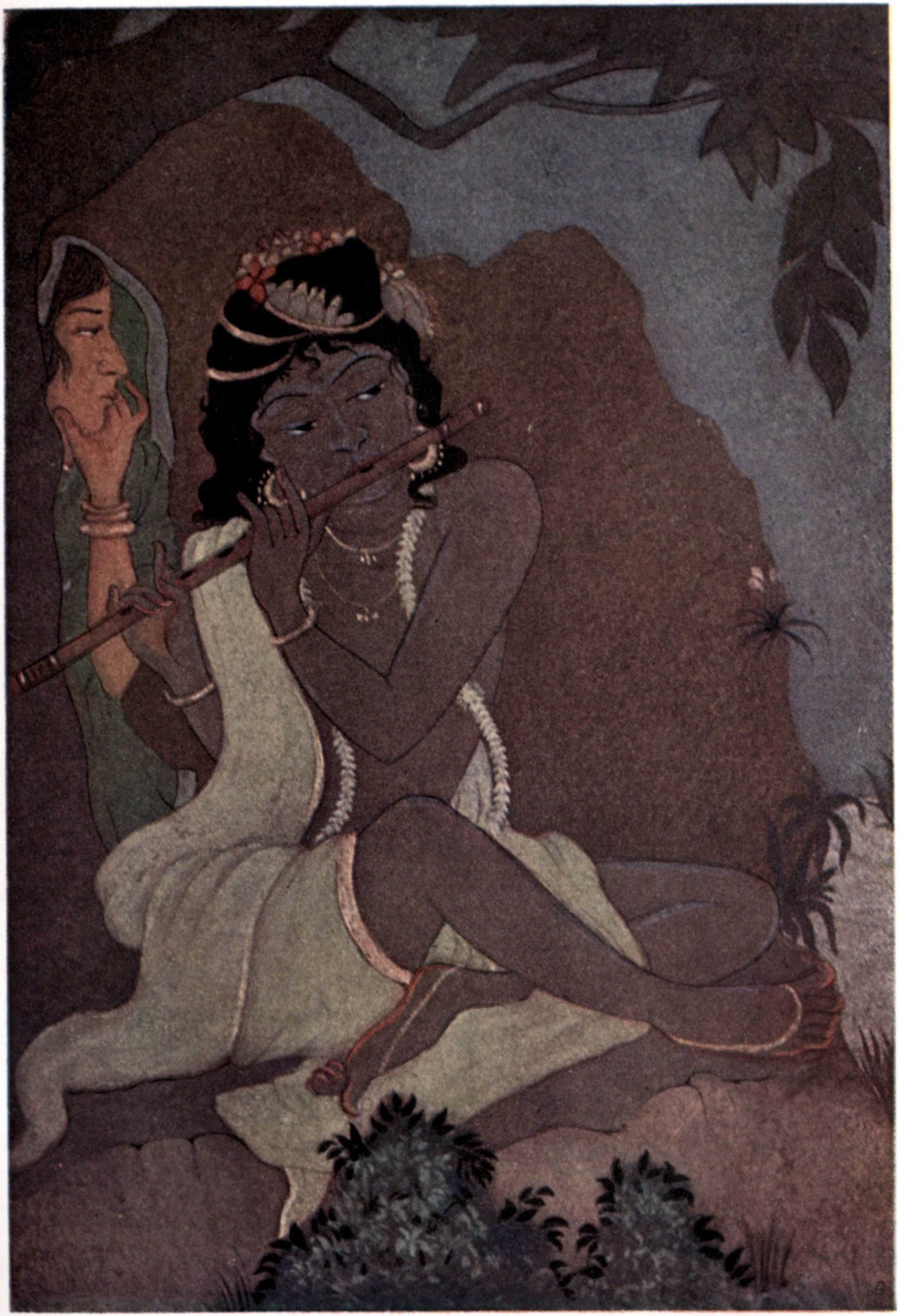
ラーダーとクリシュナ（1914年画）
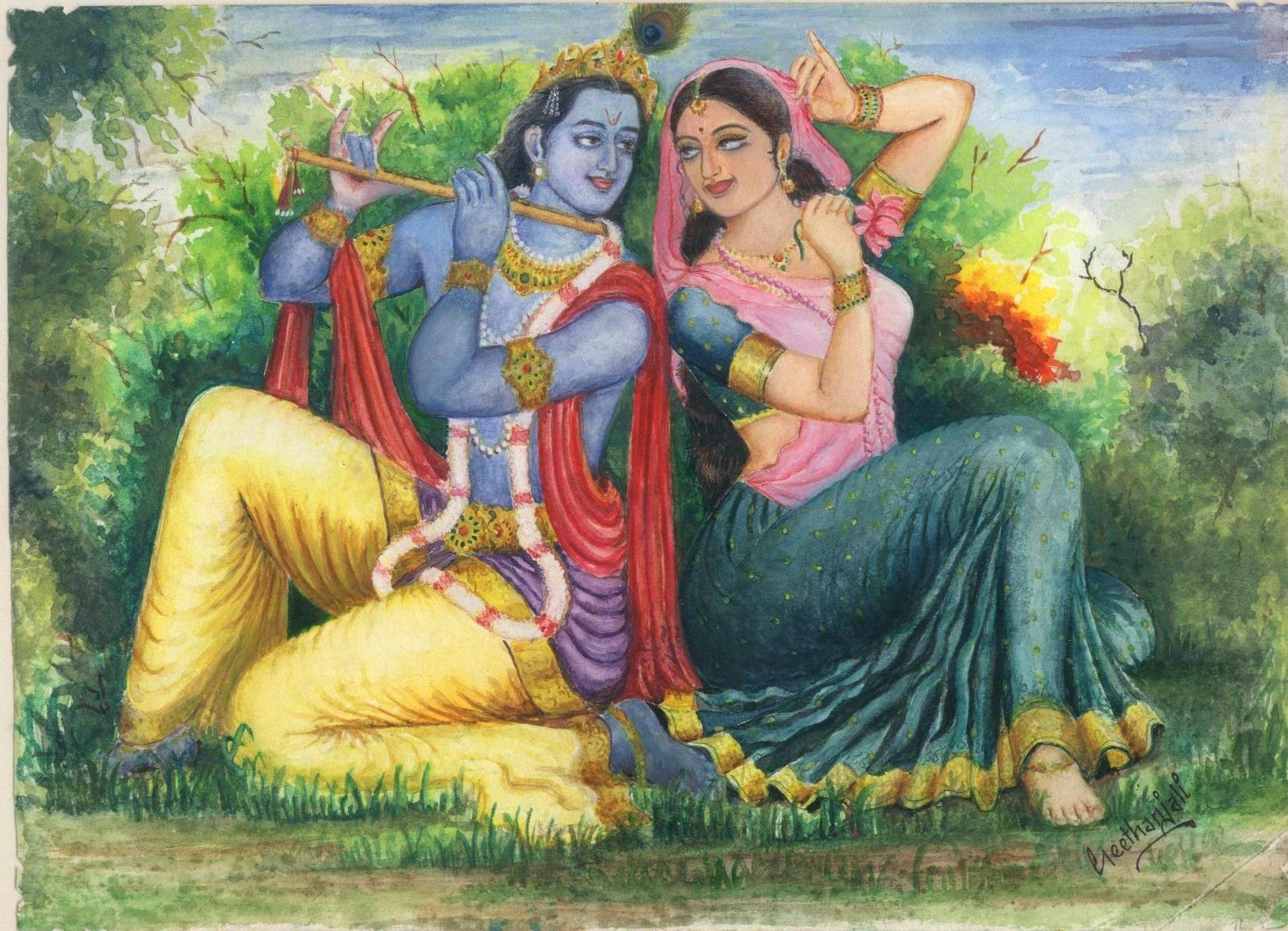
ラーダーとクリシュナのイラスト
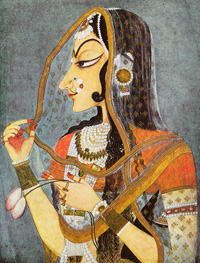
ラーダー（1970年代画）
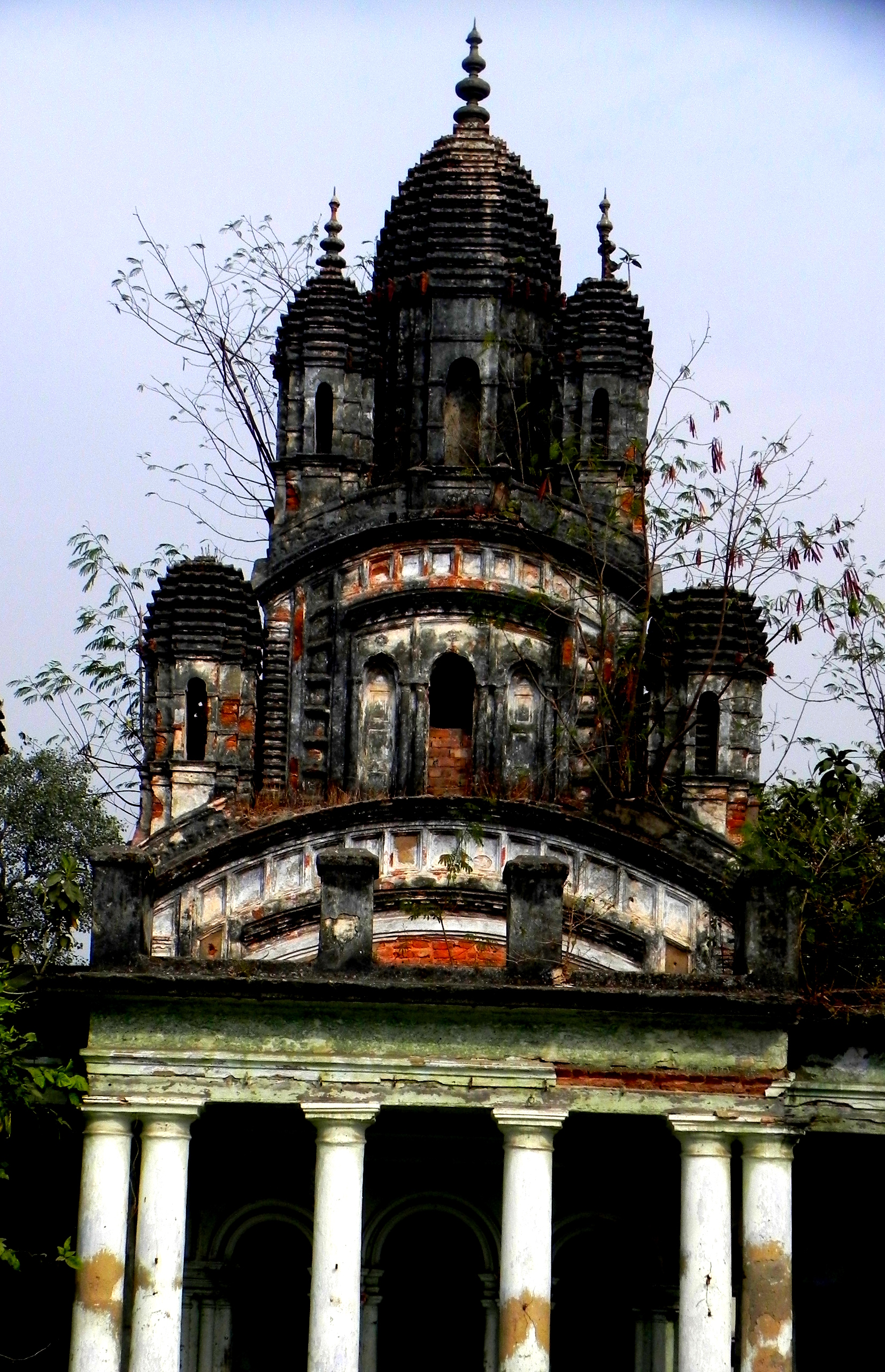
ラーダーを祀る寺院（コルカタ）